# فاليري تايلور (نسوية)
فاليري تايلور (بالإنجليزية: Valerie Taylor) هي نسوية ‏ أمريكية، ولدت في 7 سبتمبر 1913 في إلينوي في الولايات المتحدة، وتوفيت في 22 أكتوبر 1997.